# Dysnai
Il Dysnai è un lago della Lituania, il secondo più grande del Paese. Situato nella parte orientale del Paese baltico, fa parte del bacino idrografico del fiume Daugava.

## Descrizione
Il lago Dysnai si estende per 24 km², ma è piuttosto basso con una profondità massima di 6 m.
Il litorale è tortuoso e sviluppa 39,54 km di coste, 42,27 km considerando anche le isole. Le rive sono basse, sabbiose e in molti punti paludose e sono ricoperte di alberi e cespugli, mentre sulla sponda settentrionale sono presenti alcuni prati e zone coltivate.
All'interno del lago sono presenti 6 isole (con superfircie rispettivamente di 3,73 ha, 0,46 ha, 0,24 ha, 0,22 ha, 0,17 ha e 0,04 ha), la più grande è l'isola di Žilė.
Il lago è collegato con il lago Dysnykštis, situato a sud. I fiumi Svetyčia e Parsvytė sono i principali tributari, mentre il fiume Dysna è l'emissario che confluisce a sua volta nel fiume Daugava.
Dal 1958 il livello del lago viene regolato per mezzo di una diga situata sull'invaso di Padysnio.
La fauna del lago comprende lucci, rutili, carpe, anguille, lucioperche, carassi, abramidi, tinche, idi, persici, blicche, alborelle, acerine e bottatrici.